# Artère axillaire
L'artère axillaire est une des artères systémiques amenant du sang oxygéné vers les membres supérieurs. On compte une artère axillaire droite et une axillaire gauche dans le creux axillaire.

## Origine
Les artères axillaires sont issues des artères subclavières juste sous le rebord de la clavicule, et en avant de la première côte (tubercule de Lisfranc). Cette artère se dirige vers le bas et en dehors, formant un arc concave vers le bas.

## Trajet

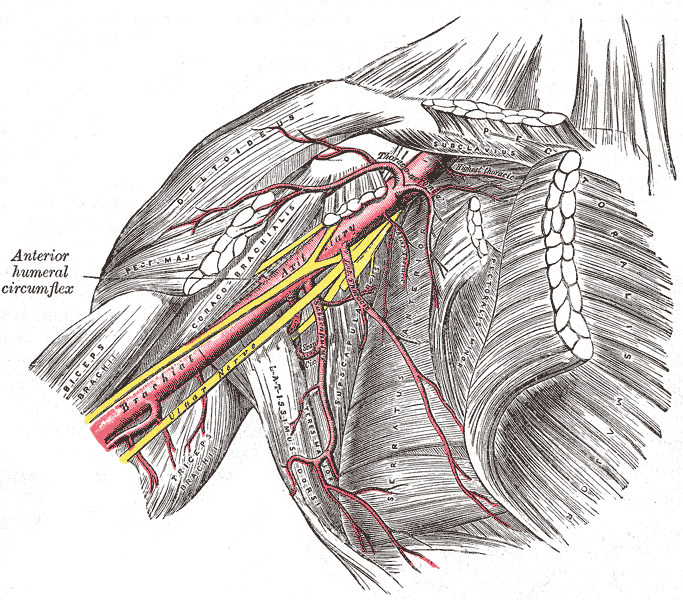
L'artère axillaire et ses collatérales.

L'artère axillaire pénètre dans le creux axillaire en passant entre la clavicule à l'avant et la première côte en dedans.
Dans son trajet axillaire elle passe derrière le fascia clavi-pectoral, devant les muscles subscapulaire, grand rond et grand dorsal., en dehors du muscle grand dentelé recouvrant la cage thoracique, et en dedans du muscle coracobrachial et du chef court du biceps brachial.

## Terminaison
Elle donne naissance à l'artère brachiale (ou artère humérale) juste en dessous de la limite inférieure du muscle grand pectoral.

## Collatérales
Ses collatérales sont :
- Artère thoracique supérieure au-dessous de la clavicule,
- Artère thoraco-acromiale au-dessus du muscle petit pectoral qui donne : 
  - Rameau acromial,
  - Rameau claviculaire,
  - Rameau deltoïdien,
  - Rameau pectoral,
- Artère thoracique latérale en arrière du muscle petit pectoral,
- Artère subscapulaire au bord inférieur du muscle subscapulaire, 
  - Artère thoraco-dorsale
  - Artère circonflexe de la scapula
- Artères circonflexes antérieure et postérieure de l'humérus au niveau du bord inférieur du muscle subscapulaire.

## Intérêts clinique et sémiologique

### Clinique
Il existe une multitude de pathologie pouvant être relié à cette artère :
- Traumatisme lors d'une lésion vasculaire
- Infectieuse
- Athéromateuse
- Néoplasique

### Sémiologique
Il est intéressant de connaître l'anatomie de cette artère dans le cathétérisme artériel notamment en service de réanimation et d'imagerie.